# 겐조

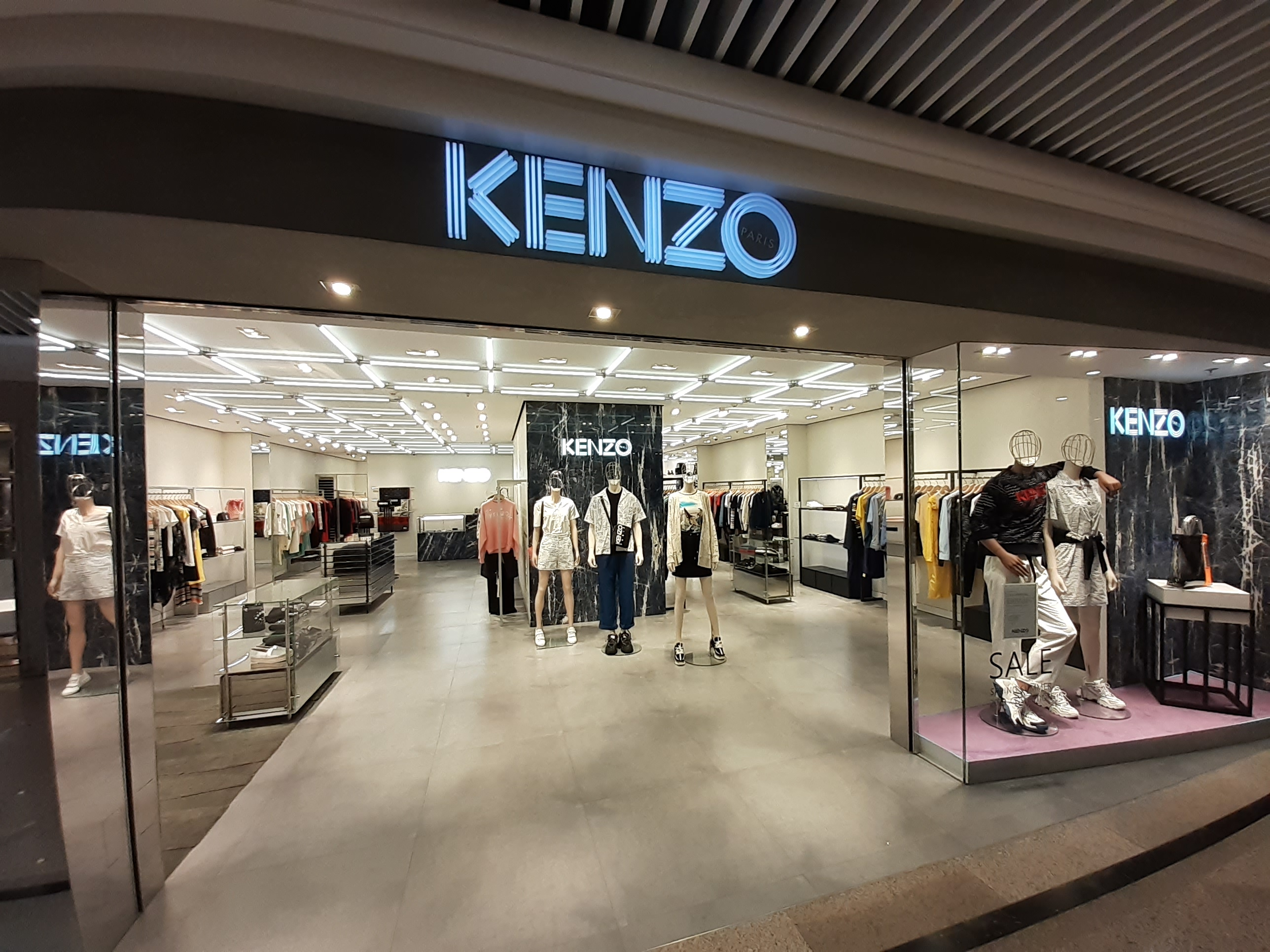

겐조(KENZO)는 일본의 패션 디자이너 다카다 겐조에 의해 1970년에 창립된 프랑스의 명품 패션 브랜드이다. 다카다는 일본에서 태어나 1964년에 파리로 건너갔으며, 유럽의 하이 패션 구조와 아시아와 일본의 영향을 받은 스타일을 결합하여 알려졌다. 다카다는 1970년에 "정글 잽" 부티크를 파리에 열고, 정글에서 영감을 받은 장식으로 부티크를 치장하였다. 핸드메이드 여성 의류로 시작하여, 1983년에는 남성복 디자인을 시작하였고, 1987년에 아동복과 생활 용품 디자인도 시작하였다. 겐조는 1993년 LVMH가 인수하였으며, 현재는 LVMH 산하의 국제적 브랜드이다.